# Oreophryne parkopanorum
Oreophryne parkopanorum es una especie de anfibio anuro de la familia Microhylidae.

## Distribución geográfica
Esta especie es endémica de la provincia de Sandaun en Papua Nueva Guinea. Habita entre los 1050 y 1320 m s. n. m. en las montañas Torricelli.

## Descripción
Los tres machos adultos observados en la descripción original miden de 17,5 mm a 17,7 mm y la hembra adulta observada en la descripción original mide 20,1 mm.

## Etimología
Esta especie lleva el nombre en honor a los habitantes del pueblo Parkop.

## Publicación original
- Kraus, 2013 : Three new species of Oreophryne (Anura, Microhylidae) from Papua New Guinea. ZooKeys, n.º 333, p. 93–121[3]